# آرتمیس فاول و معمای زمان
آرتمیس فاول و معمای زمان (به انگلیسی: Artemis Fowl: The Time Paradox) جلد ششم مجموعه آرتمیس فاول اثر اون کالفر است و در ۷ اوت ۲۰۰۸ منتشر شده‌است.